# Cubula
Koordinaten: 38° 6′ 23,6″ N, 13° 20′ 12,9″ O

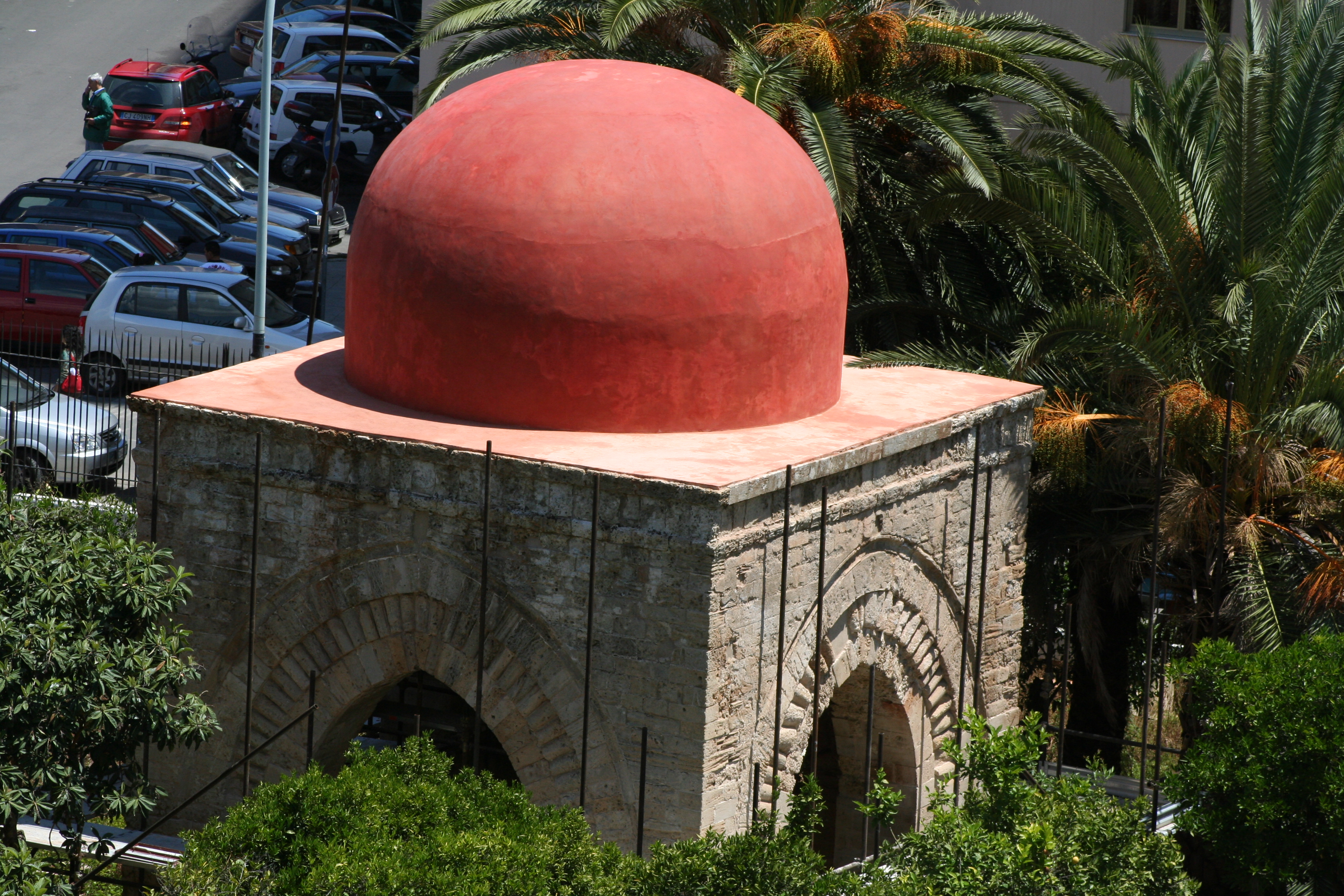
Kuppel der Cubula

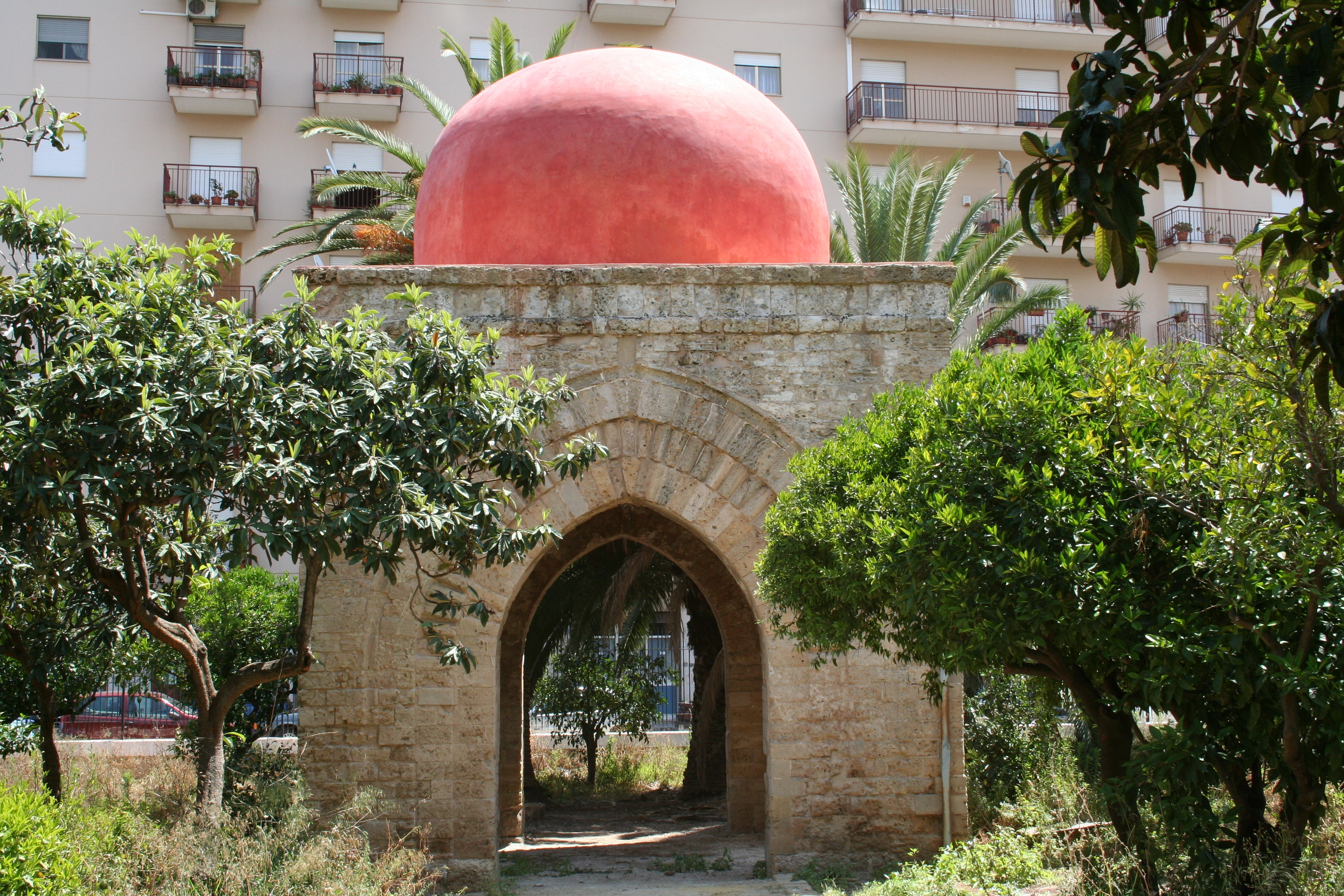
Cubula

Die Cubula, auch Piccola Cuba (kleine Cuba) genannt, ist ein Pavillon in Palermo im arabisch-normannischen Stil. Sie liegt in dem kleinen Park der Villa Napoli.

## Geschichte
Die Cubula wurde unter Wilhelm II. in der zweiten Hälfte des 12. Jahrhunderts errichtet. Von den vielen Pavillons, die ursprünglich den Teil des königlichen Parks westlich des Normannenpalastes schmückten, in dem auch die Schlösser La Cuba (oder Cuba Sottana, untere Cuba), Cuba Soprana (obere Cuba), Uscibene und La Zisa standen, ist die Cubula der einzige, der heute noch erhalten ist. Er steht etwa 200 m östlich der Cuba Soprana in der Verbindungslinie zwischen dieser und der Cuba Sottana. 1556 äußerte der Historiker Tommaso Fazello die Vermutung, dass der Pavillon als Raststätte bei der Jagd im königlichen Park gedient hat.

## Beschreibung
Der Pavillon hat einen würfelförmigen Aufbau und trägt eine rote gestelzte halbkugelförmige Kuppel, wie sie für Palermo üblich war und beispielsweise auch bei den Kirchen San Giovanni dei Lebbrosi, San Giovanni degli Eremiti und San Cataldo zu sehen sind. Die vier Seitenwände haben spitzbögige Arkaden mit Kartuschenrahmungen wie beim Turm der Kirche La Martorana.